# Mikaela Bley
Anna Mikaela Bley, född 16 maj 1979 i Falu Kristine församling i Falu kommun, är en svensk författare. Hennes serie om kriminalreportern Ellen Tamm lanserades 2015 och är såld till fjorton länder.

## Biografi
Bley har studerat medieinformatik (Kristianstads högskola) och journalistik (Poppius och Medieinstitutet). Hon har arbetat som inköpare på TV4, men är nu författare på heltid.
Mikaela Bley debuterade 2015 med Lycke. 2016 kom Liv. Louise är tredje fristående delen om den egensinniga kriminalreportern Ellen Tamm som släpptes 2018. År 2019 utkom den fjärde boken i serien. Den senaste boken, Död för dig, gav ut på Norstedts 2021.
Bley är gift med Dag Bengtson. Tillsammans har de tre barn och bor på Östermalm i Stockholm.